# Stare Bogaczowice
Stare Bogaczowice è un comune rurale polacco del distretto di Wałbrzych, nel voivodato della Bassa Slesia.
Ricopre una superficie di 86,89 km² e nel 2004 contava 4 112 abitanti.